# 新大嶼山巴士B2線
新大嶼山巴士B2線是香港新界的一條專營巴士路線，來往元朗站和深圳灣口岸，途經元朗市中心及青山公路，主要服務來往元朗市、屏山、洪水橋及藍地一帶與深圳灣口岸的居民。
本路線於2007年7月21日至2014年8月23日期間由元朗前往深圳灣時，只准上車，不准下車，而由深圳灣返回元朗時，只准下車，不准上車，一度是自輕鐵專區在1993年6月1日放寬後，再有巴士路線實施這個守則。
其特別班次XB2線，起訖點與主線相同，但不經主線途經的屏山、洪水橋及藍地，只於星期六、日及公眾假期提供服務。

## 歷史
2007年7月1日 18:10，本線配合深圳灣口岸開通而投入服務。在此之前，政府將兩條分別來往深圳灣口岸至屯門及元朗的巴士線經營權，以及一條來往天水圍至深圳灣口岸的專線小巴線，進行公開招標，來往元朗的B2線最終由嶼巴成功投得，而另一條來往屯門的B3線（及其輔助路線B3X）則由城巴投得。
嶼巴投得本線後，創下了該公司自1974年4月1日成為專利巴士公司以來的4項紀錄：
1. 嶼巴首條服務範圍位於大嶼山以外的專營巴士路線；
2. 嶼巴首條來往屯門區（藍地至鍾屋村）及元朗區的專營巴士路線；
3. 嶼巴首條出入境口岸專營巴士路線；
4. 首條不是由載通國際子公司（即九巴及龍運巴士）經營的元朗市中心專營巴士路線。

2007年7月21日，所有由深圳灣口岸開出班次改為下車付款，沿途亦改為只准落客，往深圳灣方向沿途不可落車。
2008年7月26日，只於周末及假日提供行走的輔助路線B2P投入服務，用以彌補天水圍市中心、洪水橋及屯門藍地來往深圳灣口岸的服務。
2009年1月10日，為舒緩天水圍區中途站乘客的壓力，逢星期六及假日，於本路線輔助線B2P的營運時段內，本路線來回程改經元朗屏山至屯門藍地一段的青山公路，不入天水圍區，天水圍區的服務由B2P線提供，與本線分流往來深圳灣口岸過境的乘客。
2009年7月13日，B2P提升至每天全日服務，B2不再繞經天水圍，使元朗屏山至屯門藍地之青山公路全日有公共交通服務往返深圳灣口岸，另外本路線以往元朗方向的下車付費模式時若巴士滿座，乘客難以到車頭付款落車，車長惟有打開下車門讓乘客先落車後到車頭付費；但有些乘客不誠實，落車後並無付費便離開，造成公司損失。然而，新大嶼山巴士的八達通收費系統未能配合下車時退回部分車費的雙向分段收費安排，因此元朗方向採用全港專營巴士路線獨有的「二段票」模式收費，即同一車程分兩段，分別在上車及下車時收費，乘客登車時須先付8.5元，過洪水橋站後落車則再付3.5元。
2014年8月24日，往元朗方向增設上客服務，但往深圳灣方向沿途仍然不可落車
2017年9月18日：往深圳灣口岸方向增設青山公路－洪水橋段「尚城」分站。
2020年2月6日，因应2019新型冠状病毒疫情，B2線調減班次至每60或75分鐘一班。
2020年4月3日，因應深圳灣口岸縮短通關時間，B2線縮短服務時間。
2020年12月9日，因應B2線取消兩段票收費安排，往元朗方向以往於洪水橋的分段收費被更改，提早至鍾屋村便終止分段。
2023年1月8日，配合深圳灣口岸開放時間更改，B2線調整服務時間。
2025年7月19日，XB2線投入服務。

## 服務時間[17]
B2
| 元朗站開 | 元朗站開    | 元朗站開     | 深圳灣口岸開 | 深圳灣口岸開 | 深圳灣口岸開 |
| 日期     | 服務時間    | 班次（分鐘） | 日期         | 服務時間     | 班次（分鐘） |
| -------- | ----------- | ------------ | ------------ | ------------ | ------------ |
| 每日     | 06:00-22:00 | 20           | 每日         | 06:45        | 06:45        |
| 每日     | 22:30       | 22:30        | 每日         | 07:10-22:50  | 20           |
|          |             |              | 每日         | 22:50-00:20  | 30           |

XB2
- 星期六、日及公眾假期
  - 元朗站開：07:50、08:10、08:30、08:50
  - 深圳灣口岸開：20:00、20:20、20:40、21:00、21:20、21:40、22:00

：星期一至五（公眾假期除外）不設服務

## 收費
(X)B2
全程：$15.8
元朗站開
| 上車站     | 下車站            |
| 上車站     | 深圳灣口岸 或之前 |
| ---------- | ----------------- |
| 元朗站起   | $15.8             |
| 洪水橋站起 | $11.3             |

深圳灣口岸開
| 上車站       | 下車站          | 下車站        |
| 上車站       | 洪水橋站 或之前 | 元朗站 或之前 |
| ------------ | --------------- | ------------- |
| 深圳灣口岸起 | $11.3^          | $15.8         |
| 洪水橋站起   | 不適用          | $4.6          |

| - 本線設有12歲以下小童及65歲或以上長者半價優惠。 - 65歲或以上香港居民使用「樂悠咭」，以及12歲以下合資格殘疾兒童使用「殘疾人士身份」個人八達通繳付車資，均可享有每程$2.0或半價（以較低者為準）的票價優惠；12至64歲合資格殘疾人士使用「殘疾人士身份」個人八達通（包括「樂悠咭」），以及60至64歲香港居民使用「樂悠咭」繳付車資，均可享有每程$2.0或全費（以較低者為準）的票價優惠。 - 65歲或以上長者如使用長者或一般個人八達通繳付車資，則只可享有半價優惠；12至64歲合資格殘疾人士如不使用「殘疾人士身份」個人八達通，以及60至64歲人士如不使用「樂悠咭」繳付車資，必須繳付全費。 - 乘客可以現金或八達通於上車時付款，不設找續。 - 每位成人乘客可免費攜帶最多兩名4歲以下而不佔座位的兒童乘客乘車，超額之4歲以下小童必須繳付小童車費乘車。 - 新大嶼山巴士全職員工及家屬（不包括外判職員）可免費乘搭本路線，惟必須出示職員證或家屬證。 - 乘客亦可使用AlipayHK「易乘碼」、支付寶及WeChatHK／微信支付「搭車碼」繳付車資。乘客使用此支付方式，將不能享有與其他嶼巴路線之轉乘優惠、「公共交通費用補貼計劃」及「長者及合資格殘疾人士公共交通票價優惠計劃」；而使用WeChatHK／微信支付「搭車碼」亦不能享有小童／長者半價優惠。 - 有 ^ 號之收費為雙向分段收費，乘客必須於拍卡前先通知車長調校八達通機，並待車長調校好八達通機後才拍卡，方可享有此優惠，否則會被扣除全程車費。 |

XB2線不設分段收費。

## 行車路線
(X)B2
元朗站開經：朗日路、朗樂路、青山公路（元朗、屏山、洪水橋、藍地段）、藍地交匯處、元朗公路、港深西部公路及深圳灣公路大橋。
XB2依B2原線駛至青山公路屏山段後，改經朗天路，然後返回元朗公路B2原線，而不經斜體字之路段。
深圳灣口岸開經：深圳灣公路大橋、港深西部公路、元朗公路、藍地交匯處、青山公路（藍地段、洪水橋、屏山、元朗段）及朗日路。
XB2依B2原線駛至元朗公路後，改經朗天路、宏達路、媽橫路，然後返回青山公路屏山段B2原線，而不經斜體字之路段。

### 沿線車站
(X)B2
| 元朗站開 | 元朗站開       | 元朗站開                 | 深圳灣口岸開 | 深圳灣口岸開   | 深圳灣口岸開             |
| 序號     | 車站名稱       | 位置                     | 序號         | 車站名稱       | 位置                     |
| -------- | -------------- | ------------------------ | ------------ | -------------- | ------------------------ |
| 1        | 元朗站總站     | 元朗站公共運輸交匯處     | 1*           | 深圳灣口岸總站 | 深圳灣口岸公共運輸交匯處 |
| 2        | 又新街         | 青山公路－元朗段         | 2#           | 藍地站         | 青山公路—藍地段          |
| 3        | 大棠路         | 青山公路－元朗段         | 3#           | 青磚圍         | 青山公路—藍地段          |
| 4        | 元朗警署       | 青山公路－元朗段         | 4#           | 泥圍站         | 青山公路—藍地段          |
| 5        | 水邊村         | 青山公路－屏山段         | 5#           | 亦園村         | 青山公路—洪水橋          |
| 6        | 元朗公園       | 青山公路－屏山段         | 6#           | 鍾屋村站       | 青山公路—洪水橋          |
| 7#       | 朗邊           | 青山公路－屏山段         | 7#           | 洪水橋站       | 青山公路—洪水橋          |
| 8#       | 屏山           | 青山公路－屏山段         | 8#           | 大道村         | 青山公路－屏山段         |
| 9#       | 新起村         | 青山公路－屏山段         | 9#           | 灰沙圍         | 青山公路－屏山段         |
| 10#      | 灰沙圍         | 青山公路－屏山段         | 10#          | 塘坊村站       | 青山公路－屏山段         |
| 11#      | 大道村         | 青山公路－屏山段         | 11#          | 屏山           | 青山公路－屏山段         |
| 12#      | 尚城           | 青山公路—洪水橋          | 12           | 朗庭園         | 青山公路－屏山段         |
| 13#      | 洪水橋站       | 青山公路—洪水橋          | 13           | 喜利徑         | 青山公路－元朗段         |
| 14#      | 鍾屋村站       | 青山公路—洪水橋          | 14           | 同樂街         | 青山公路－元朗段         |
| 15#      | 亦園村         | 青山公路—洪水橋          | 15           | 谷亭街         | 青山公路－元朗段         |
| 16#      | 泥圍站         | 青山公路－藍地段         | 16           | 元朗站總站     | 元朗站公共運輸交匯處     |
| 17#      | 福亨村         | 青山公路－藍地段         |              |                |                          |
| 18#      | 妙法寺         | 青山公路－藍地段         |              |                |                          |
| 19#      | 藍地站         | 青山公路－藍地段         |              |                |                          |
| 20*      | 深圳灣口岸總站 | 深圳灣口岸公共運輸交匯處 |              |                |                          |

註：
1. XB2線不經有#號的車站
2. 深圳灣口岸公共運輸交匯處（有*號之車站）屬邊境禁區範圍，必須持有邊境禁區通行證或旅遊證件（如「港澳居民來往內地通行證」、護照等）方可進入，否則會被檢控。離境旅客下車後，應盡快進入聯檢大樓辦理離境手續。